# Монтана, Эмбер
Эмбер Дон Франк (англ. Amber Dawn Frank; род. 2 декабря 1998, Тампа, Флорида, США), также известная как Эмбер Монтана (англ. Amber Montana) — американская актриса. Наиболее известна по роли Тейлор Хатэвэй в телесериале «Призраки дома Хатэвэй».

## Биография
Эмбер Франк родилась 2 декабря 1998 года в городе Тампа, штат Флорида, США. Начала актёрскую карьеру в 7 лет, прежде чем переехать в Калифорнию. После переезда, в 10 лет, она получила свою первую роль в фильме She Could Be You. Позже она появилась на разных телешоу. С 2013 по 2015 год играла роль Тейлор в телесериале Роберта Пикока «Призраки дома Хатэвэй». В настоящее время живёт в городе Санта-Кларита, штат Калифорния.

## Фильмография
Фильмы
| Год  | Название                                       | Роль               |
| ---- | ---------------------------------------------- | ------------------ |
| 2008 | She Could Be You                               | Дженнифер Мартелиз |
| 2011 | Лохматое чудище                                | Школьница          |
| 2015 | Крутые яйца                                    | Ди (озвучка)       |
| 2016 | Исчезнувшие: Оставленные — Следующее поколение | Гэбби Харлоу       |

Телевидение
| Годы      | Название                  | Роль                                             | Примечания                          |
| --------- | ------------------------- | ------------------------------------------------ | ----------------------------------- |
| 2010      | Я не знала, что беременна | Мэгги                                            | 3 сезон 9 серия                     |
| 2011      | Будь мужчиной             | Саманта                                          | Пилотная серия                      |
| 2013-2015 | Призраки дома Хатэвэй     | Тейлор Хатэвэй                                   | Главная роль                        |
| 2014      | Грозная семейка           | Тейлор Хатэвэй                                   | Кроссовер «Призраки дома Сандермен» |
| 2017      | Спирит: Дух свободы       | Фортуна Эсперанса Наварро «Счастливица» Прескотт | Главная роль                        |